# Georg Clemens Müller
Georg Clemens Müller (1875-1920) est un homme politique lorrain. Il fut député allemand au Landtag d'Alsace-Lorraine de 1911 à 1918.

## Biographie
Georg Clemens Müller voit le jour le 18 septembre 1875, à Haguenau, en Alsace-Lorraine. Après des études de médecine, il s'installe à Lixheim, en Lorraine, puis à Sarrebourg. Conseiller municipal de 1902 à 1908, il est ensuite élu maire. Dans le paysage politique régional, on assiste à l’implantation progressive des partis politiques de type allemand, corrélativement à l’émergence d’une politique régionale propre au Reichsland et à ses enjeux. Ces nouveaux enjeux le poussent, en 1911, à se présenter aux élections du Landtag d'Alsace-Lorraine, l'assemblée législative d'Alsace-Lorraine. Georg Clemens Müller est élu député, siégeant avec les centristes du Zentrum. Opposé aux socialistes du SPD, aux libéraux du Elsässische Fortschrittspartei et aux régionalistes du Lothringer Block, Georg Clemens Müller défend au Landtag une politique plutôt modérée.

## Mandats électifs
- octobre 1911- novembre 1918 : Circonscription de Saarburg-Lörchingen - Zentrum

## Sources
- François Roth, La Lorraine annexée, ed. Serpenoise, 2007 ;
- François Roth: La vie politique en Lorraine au 20e siècle, Presses universitaires de France, 1985 ;
- Hans Platzer: Die Landtagswahlen von 1911 in Elsass-Lothringen. Sondernummer. der Nachrichten des Statistischen Landesamts fuer Elsass-Lothringen, Verl. d. Straßburger Druckerei u. Verl.-Anst., Straßburg, 1911 (p. 5-37)
- Regierung und Landtag von Elsaß-Lothringen 1911–1916, Biographisch-statistisches Handbuch, Mühlhausen, 1911 (p. 220).